# Мотилево (Любуське воєводство)
Мотилево (пол. Motylewo, нім. Friedrichsberg) — село в Польщі, у гміні Боґданець Ґожовського повіту Любуського воєводства.
Населення — 192 особи (2011).

## Демографія
Демографічна структура станом на 31 березня 2011 року:
|          | Загалом | Допрацездатний вік | Працездатний вік | Постпрацездатний вік |
| -------- | ------- | ------------------ | ---------------- | -------------------- |
| Чоловіки | 102     | 22                 | 72               | 8                    |
| Жінки    | 90      | 15                 | 53               | 22                   |
| Разом    | 192     | 37                 | 125              | 30                   |